# Weißschwanz-Tropikvogel

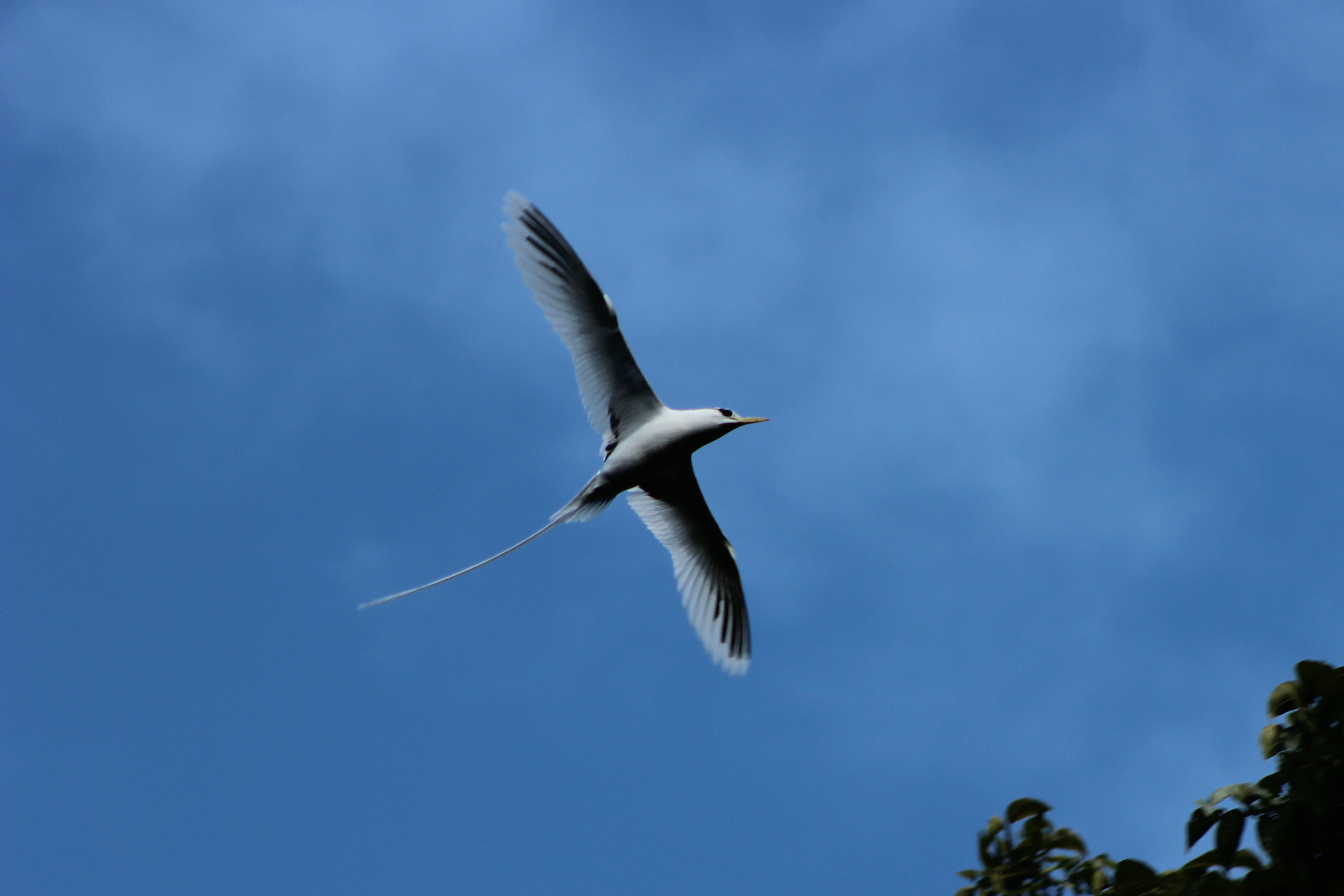
Weißschwanz-Tropikvogel im Flug

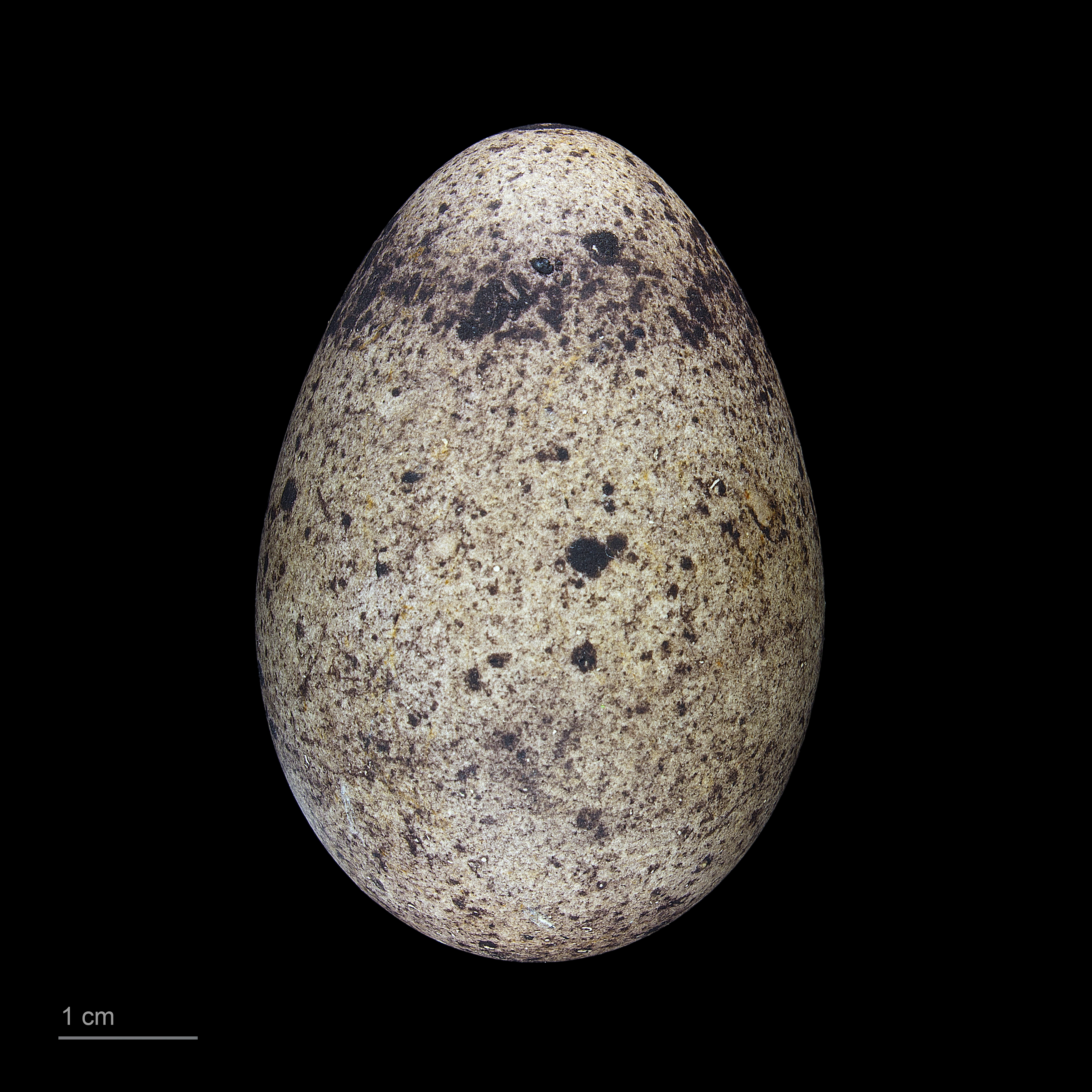
Phaethon lepturus

Der Weißschwanz-Tropikvogel (Phaethon lepturus) ist der kleinste der drei Tropikvogel-Arten. Er verbringt die meiste Zeit auf dem offenen Meer der tropischen Ozeane.
Die IUCN stuft den Weißschwanz-Tropikvogel als nicht gefährdet (least concern) ein.

## Merkmale
Die Hälfte der 70 bis 90 Zentimeter Körperlänge des Weißschwanz-Tropikvogels entfallen auf den Schwanz. Ebenso auffällig sind seine langen Flügel mit schwarzen Spitzen und schwarzen Streifen auf den Oberflügeln und sein stromlinienförmiger Körper, die ihm eine anmutige Erscheinung verleihen. Weitere Merkmale sind ein schwarzer Augenstreif und ein gelber Schnabel. Die Flügelspannweite beträgt 90 bis 95 Zentimeter. Der Schnabel läuft spitz zu. Er ist gewöhnlich gelb, aber es kommen auch Individuen mit orangefarbenen, rötlichen oder grauen Schnäbeln vor. Die Iris ist dunkelbraun. Die Beine sind grünlich weiß. Es besteht kein auffälliger Sexualdimorphismus. Jungvögel weisen noch keine verlängerten Steuerfedern auf. Der Ruf ist ein hohes „kee-kee-krrrt-krrt-krrt“.
Auf hoher See sind Weißschwanz-Tropikvögel in der Regel nur einzeln zu beobachten. Sie fliegen sehr hoch und haben einen kraftvollen Flügelschlag. Häufig folgen sie Schiffen und Booten, häufig bleiben sie zunächst im Rüttelflug in der Luft stehen, bevor sie sich auf Wanden oder Tauen niederlassen. Außerhalb der Fortpflanzungsperiode sind sie so gut wie nie über Land zu beobachten, sie ruhen auf der Wasseroberfläche schwimmend, dabei ragt der Schwanz aus dem Wasser. An Land sind sie sehr unbeholfen, da die weit hinten am Körper sitzenden Beine und die im Verhältnis zur Körpergröße kleinen Füße das Körpergewicht nicht tragen können. Sie kriechen auf der Brust über den Erdboden und schieben sich dabei mit ihren Flügeln nach vorne. Über dem Meer sind sie wenig ruffreudig, dagegen sind zahlreiche Lautäußerungen in den Brutkolonien zu vernehmen.
Verwechslungsmöglichkeiten bestehen unter anderem mit Seeschwalben, diese haben jedoch grundsätzlich einen anderen Körperbau und ein anderes Flugbild. Sie weisen außerdem einen gegabelten Schwanz auf. Die reinweiße Feenseeschwalbe ist deutlich kleiner als der Weißschwanz-Tropikvogel. Ähnlichkeiten bestehen zu den anderen Tropikvögeln. Das jeweilige Verbreitungsgebiet von Rotschwanz-Tropikvogel und Weißschwanz-Tropikvogel überlappt sich; der Rotschwanz-Tropikvogel ist größer und hat einen kräftigeren Körperbau. Die für den Rotschwanz-Tropikvogel charakteristischen verlängerten roten Steuerfedern sind bei Feldbeobachtungen nicht immer deutlich auszumachen. Diese Art hat jedoch einen leuchtend roten Schnabel, der deutlicher auffällt.

## Verbreitung
Der Weißschwanz-Tropikvogel ist eine pantropische Vogelart, die im Pazifik, im südlichen tropischen Indischen und Atlantischen Ozean und im Karibischen Meer vorkommt. Irrgäste erreichen auch den Süden Afrikas, die Westküste Nordamerikas sowie Neuseeland. Die Art präferiert Gewässer, deren Oberflächentemperatur 22 °C nicht übersteigen. Vor der Weihnachtsinsel hält sich der Weißschwanz-Tropikvogel bevorzugt in den küstennahen Gewässern auf, die eine geringe Salinität aufweisen.
Weißschwanz-Tropikvögel brüten auf tropischen Inseln und Atollen.

## Nahrung und Nahrungserwerb
Der Weißschwanz-Tropikvogel ernährt sich von Fischen und Kopffüßern. Der Anteil variiert abhängig von der Verbreitung. Er ist ein Stoßtaucher, der zum Jagen im Sturzflug aus Höhen von bis zu 20 Meter ins Wasser eintaucht. Gelegentlich fängt er auch Fliegende Fische während ihrer Flugphase. Er sucht nur während des Tages nach Nahrung, auf Nahrungssuche geht er gewöhnlich allein oder in Paaren. In der Nähe von nahrungssuchenden Weißschwanz-Tropikvögeln sind jedoch häufig auch Rotfußtölpel, Feenseeschwalben, Schwarzflügel-Sturmstaucher, Noddis und Schlankschnabelnoddis zu beobachten. Insbesondere während der Nestlingszeit sucht er in küstennäheren Gewässern als der Rotschwanz-Tropikvogel nach Nahrung.

## Fortpflanzung
Mit vier Jahren kommt der Vogel zum ersten Mal an tropische Inselküsten zum Brüten.
Die Paarung, die das ganze Jahr über stattfinden kann, wird mit synchronisierten Balzflügen eingeleitet. Ein einziges Ei wird auf den nackten Boden oder in eine Vertiefung zwischen Baumwurzeln oder Felsen gelegt. Beide Elterntiere bebrüten das Ei etwa 40 Tage lang.
Man unterscheidet 5 Unterarten
- P. l. lepturus  – Indischer Ozean[3]
- P. l. fulvus  – Weihnachtsinsel

Die Flagge der Weihnachtsinsel zeigt einen Weißschwanz-Tropikvogel der Unterart P. l. fulvus

- P. l. dorotheae  – tropischer Pazifik
- P. l. catesbyi – Bermuda und Karibik
- P. l. ascensionis – Ascension

## Belege

### Einzelbelege
1. 1 2 3  Higgins, S. 945.
2. ↑  Higgins, S. 946.
3. ↑  Nigel Redman, Terry Stevenson, John Fanshawe: Birds of the Horn of Africa: Ethiopia, Eritrea, Djibouti, Somalia, and Socotra - Revised and Expanded Edition. Princeton University Press, 2016, ISBN 978-0-691-17289-7, S. 42 (englisch, Volltext in der Google-Buchsuche).